# Saint-André (illa de la Reunió)
Saint-André és un municipi de l'illa de la Reunió. L'any 2007 tenia 51.817 habitants. Limita amb els municipis de Bras-Panon, Sainte-Suzanne i Salazie.

## Demografia
| 1967                                       | 1974   | 1981   | 1990   | 1999   | 2006   |
| ------------------------------------------ | ------ | ------ | ------ | ------ | ------ |
| 22.094                                     | 25.231 | 30.075 | 35.079 | 43.174 | 51.817 |
| Des de 1962: població sense dobles comptes |        |        |        |        |        |

## Administració
| Període   | Identitat            | Partit |
| --------- | -------------------- | ------ |
| 1962-1963 | Charles Armand Barau |        |
| 1963-1963 | Henri Morange        |        |
| 1963-1967 | Jean Ramasamy        |        |
| 1967-1969 | Sully Dubard         |        |
| 1969-1972 | Edelbert Nativel     |        |
| 1972-2008 | Jean-Paul Virapoullé | UMP    |
| 2008-     | Éric Fruteau         | PCR    |